# Klaus Zellmer
Klaus Zellmer (* 29. srpna 1967 Mallersdorf, Německo) je vrcholný německý automobilový manažer. Od 1. července 2022 je předsedou představenstva společnosti Škoda Auto se sídlem v Mladé Boleslavi, která je součástí koncernu Volkswagen Group.

## Vzdělání
V říjnu 1989 ukončil Klaus Zellmer studium podnikového hospodářství na univerzitě aplikovaných věd v Nürtingenu v Bádensku-Württembersku, se specializací na vedení podniku a automobilový sektor. V letech 1990 až 1991 si rozšiřoval znalosti na Swansea University ve Velké Británii. V roce 1992 pak absolvoval stáže ve třech amerických automobilových dealerstvích. V letech 1992–1993 byl Zellmer asistentem lektora ve společnosti zabývající se odborným vzděláním v německém městě Kircheim a o rok později získal titul diplomovaného podnikového ekonoma. Následně pracoval tři roky na Institutu pro automobilové hospodářství na univerzitě Nürtingen/Geislingen. Hovoří německy, anglicky a francouzsky.

## Kariéra
Svou profesní dráhu zahájil Klaus Zellmer v roce 1997 jako asistent člena představenstva ve společnosti Porsche AG. V roce 1999 přestoupil do útvaru Rozvoj prodejní sítě ve společnosti Porsche France a poté převzal vedení regionu Severní Ameriky. V roce 2000 nesl jako vedoucí projektu odpovědnost za budování oblastí Prodeje a Marketingu v rámci zakládání nového pobočného závodu společnosti Porsche v Lipsku. Po působení v čele Zákaznického centra v závodě automobilky Porsche se Zellmer stal vedoucím marketingu ve společnosti Porsche Deutschland, v roce 2010 pak stanul v jejím čele. V roce 2015 byl jmenován prezidentem a generálním ředitelem společnosti Porsche Cars North America v americké Atlantě. Od 15. září 2020 byl Klaus Zellmer členem představenstva značky Volkswagen Osobní vozy za oblast Prodeje, marketingu a after sales. S platností od 1. července 2022 převzal Klaus Zellmer pozici předsedy představenstva společnosti Škoda Auto. Stal se tak v pořadí osmým CEO mladoboleslavské automobilky.

## Osobní život
Klaus Zellmer je ženatý a má jednu dceru.